# Ans
Ans (Anse trong tiếng Walloon) là một đô thị tọa lạc ở vùng Wallonia, tỉnh Liège. Tại thời điểm ngày 1 tháng 1 năm 2006, Ans có dân số 27.322 người. Tổng diện tích là 23,35 km² với mật độ dân số là 1.170 người trên mỗi km². Mã số bưu chính là 4430.
Ans gồm các khu vực dân cư:
- Alleur (Walloon: Aleur)
- Loncin (Walloon: Loncén, Loncègn)
- Xhendremael (Walloon: Xhindmåle, Hin.n'mâle)